# Pequeños guerreros (videojuego)
Pequeños guerreros es un videojuego perteneciente al género de acción y aventura lanzado para las consolas Game Boy y PlayStation basado en la película Pequeños guerreros.

## Historia
El juego se diferencia de la película en que la trama y el tema principal se han cambiado. La película está ambientada en el mundo real, mientras que el juego se desarrolla en un mundo ficticio de tipo "fantasía" donde el Comando Elite están tratando de eliminar a todos los Gorgonitas y destruir su casa. La mayoría de los personajes de la película están en el juego, junto con la adición de dos nuevos Gorgonitas, Hedor y Nibble. Los jugadores toman el papel del Arquero, mientras lucha contra el Comando Elite, dirigido por el comandante Chip Hazard.
El Arquero en la versión original tiene la voz de Gregg Berger. Tommy Lee Jones es el único actor que repitió su papel de doblaje como el comandante Chip Hazard.

## Jugabilidad

### Un solo jugador
Los jugadores están equipados con una ballesta de tiro rápido, que puede recibir nuevos tipos de municiones, que tienen varias características especiales, precisiones, imprecisiones, debilidades y fortalezas. Los jugadores también pueden utilizar torretas y mega-robots caminantes. Estos son las unidades más difíciles de ser dañados y pueden hacer un daño serio a los enemigos. Los jugadores también pueden rescatar a sus compañeros Gorgonitas como Insaniac, quienes atacaran de cerca a los soldados y robots Comandos.

### Multijugador
En el modo multijugador, los jugadores pueden jugar como el arquero, o como el comandante Chip. El modo de juego es el mismo que para un jugador, solo que sin aliados y enemigos. Para Chip su arma por defecto es una pistola de tiro rápido, que también puede recibir nuevos tipos de munición adaptada de los comandos.

## Banda sonora
La banda sonora del videojuego Pequeños guerreros fue compuesta por Michael Giacchino.

## Recepción de la crítica
De acuerdo con GameSpot, el juego recibió críticas ligeramente positivas, con una puntuación de 6,0/10 basado en 4 comentarios.